# مانو ديبانغو
مانو ديبانغو (بالفرنسية: Manu Dibango)‏ مغني وعازف جاز كاميروني يعتبر من رواد الجاز على المستوى العالمي. بدأت شهرة مانو ديبانغو العالمية سنة 1972 بعد إطلاقه أغنية «سول ماكوسا» التي حققت نجاحا كبيرا وأخذ بعض المغنيين عالميين، مثل مايكل جاكسون وريانا، مقاطع منها.